# 睛玉
睛玉是越南女子流行音乐组合，活跃于90年代末至2000年代。

## 成员资料
吴琼英 Ngô Quỳnh Anh
出生日期：1983年5月9日
最喜爱歌手：Lolly，Christina Aguilera
黎氏翠娥 Lê Thị Thuý Nga
出生日期：1984年3月5日
喜爱：吃顺化牛肉米粉，喝果汁饮料
最喜爱歌手：蓝长，青蓝
黎青玉（队长）Lê Thanh Ngọc 
出生日期：1983年8月13日
最喜爱歌手：红绒，Christina Aguilera
阮玉维鸳 （负责服装）Nguyễn Ngọc Duy Uyên
出生日期：1983年7月29日

## 获奖荣誉
2001年，由《年轻人》和《劳动》评选的金梅奖最喜爱乐队奖。